# トールビョルン・ファルカンゲル
トールビョルン・ファルカンゲル（Torbjørn Falkanger、1927年10月8日 - 2013年7月16日）は、ノルウェー、トロンハイム出身のスキージャンプ選手。

## プロフィール
ファルカンゲルは1949年、1950年、1954年のノルウェー選手権で優勝、また、1949年と1950年のホルメンコーレン大会を連覇した。
そして1952年地元オスロでのオリンピックで同僚のアルンフィン・ベルクマンに続いて銀メダルを獲得した。
これらの実績により1952年のホルメンコーレン・メダルを受賞（スタイン・エリクソン、ヘイッキ・ハス、ニルス・カールソンとの同時受賞）した。
その他1950年ノルディックスキー世界選手権（アメリカ、レークプラシッド）では5位、1954年ノルディックスキー世界選手権（スウェーデン、ファルン）では6位となっている。
1956年、オリンピックを目前に控えたホルメンコーレンでの試合で転倒し負傷、オリンピック出場を逃しそのまま引退した。